# John Cook
John Kenneth Cook (ur. 18 grudnia 1958 w Van Nuys) – amerykański żużlowiec, posiadający również szwedzkie obywatelstwo.

## Życiorys
Dwukrotny uczestnik finałów indywidualnych mistrzostw świata (Bradford 1985 – VII m., Amsterdam 1987 – VIII m.). Oprócz tego, pięciokrotnie reprezentował swój kraj w finałach drużynowych mistrzostw świata, cztery razy zdobywając medale: srebrny (1985) oraz trzy brązowe (1984, 1987, 2000).
W 1984 r. zajął II m. (za Simonem Wiggiem) w turnieju Golden Gala w Lonigo. W latach 90. uzyskał szwedzkie obywatelstwo i startował w zawodach o indywidualne mistrzostwo tego kraju – wygrał je w 1992 r., zwyciężając we wszystkich biegach. W 1993 r. zajął IV m. (za Tomaszem Gollobem, Leigh Adamsem i Armando Castagną) w indywidualnym Pucharze Mistrzów rozegranym w Tampere.
W rozgrywkach z cyklu drużynowych mistrzostw Polski uczestniczył w latach 1993 (reprezentując Apator Toruń) oraz 1999–2000 (WTS Wrocław). Był dwukrotnym medalistą DMP: srebrnym (1999) oraz brązowym (1993). W brytyjskiej lidze startował w zespołach: Hull Vikings, Ipswich Witches, King’s Lynn Stars, Eastbourne Eagles i Poole Pirates.
W 2006 r. miał poważny wypadek samochodowy, po którym nie wrócił już do ścigania. Z racji swojego zachowania na torze, jak i poza nim, zwany był Kowbojem.

## Przynależność klubowa
Wielka Brytania
- Hull Vikings (1980)
- Ipswich Witches (1981–1982; 1984–1986)
- King’s Lynn Stars (1987)
- Eastbourne Eagles (1989–1990)
- Poole Pirates (1993)
- King’s Lynn Stars (2000)

Szwecja
- Indianerna Kumla (1992–1993)
- Getingarna Sztokholm (1995)
- Smederna Eskilstuna (1996–1997; 1999–2001)
- Örnarna Mariestad (2001)

Polska
- Apator Toruń (1993)
- WTS Wrocław (1999–2000)

Niemcy
- ST Wittstock (1998)

## Osiągnięcia
Drużynowe mistrzostwa świata
- 1984 – 3. miejsce
- 1985 – 2. miejsce
- 1987 – 3. miejsce
- 2000 – 3. miejsce

Otwarte indywidualne mistrzostwa Stanów Zjednoczonych
- 1983 – 1. miejsce

Indywidualne mistrzostwa Szwecji
- 1992 – 1. miejsce

Drużynowe mistrzostwa Szwecji
- 1992 – 2. miejsce

Mistrzostwa Szwecji par
- 1993 – 1. miejsce

Drużynowe mistrzostwa Wielkiej Brytanii
- 1981 – 2. miejsce
- 1982 – 3. miejsce
- 1984 – 1. miejsce
- 2000 – 2. miejsce

Drużynowe mistrzostwa Polski
- 1993 – 3. miejsce
- 1999 – 2. miejsce